# Aeroporto de Itaituba
O Aeroporto de Itaituba — Wirland Freire (IATA: ITB, ICAO: SBIH), ou somente Aeroporto Wirland Freire, serve a cidade de Itaituba e região. É o aeroporto mais importante da região sudoeste do estado do Pará, sendo classificado como aeroporto doméstico. O aeroporto conta com voos comerciais regulares que ligam Itaituba diariamente às cidades de Santarém, Altamira, Belém e Manaus. Além disso, empresas de taxi aéreo oferecem voos para distritos e vilarejos mais afastados do centro urbano da cidade, bem como para os inúmeros garimpos de ouro da região e municípios vizinhos.

## Infraestrutura aeroportuária

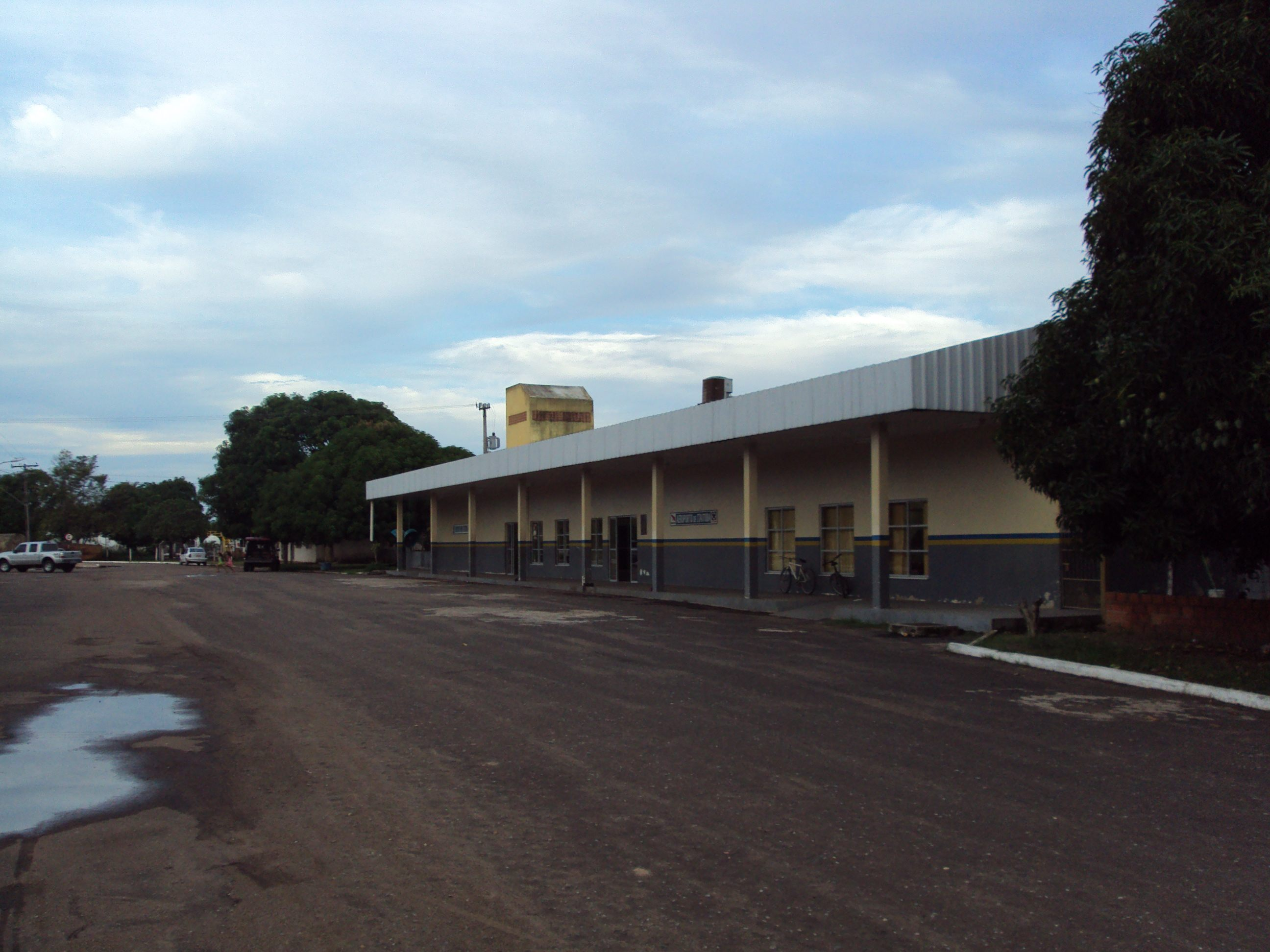
Aeroporto de Itaituba

O aeroporto conta com um terminal de passageiros totalmente climatizado, mix de lojas, praça de alimentação e acesso gratuito à Internet. A operação de pousos e decolagens no aeródromo é feita pelo Grupamento de Navegação Aérea de Itaituba (GNA III - SBIH). O aeródromo conta com sinalização que permite operações noturnas (IFR), e possui uma pista auxiliar para o taxiamento de aeronaves.
Em 2005, foram realizados serviços de retirada de pontos críticos e drenagem na pista de pouso, que foi ampliada de 1.500 metros para 1.700 metros e ganhou balizamento noturno. O terminal recebeu ainda equipamentos de precisão de voo que fornecem ao piloto a informação da posição exata da pista. Com a obra, o aeroporto muda de categoria, passando de médio para grande porte, podendo assim receber aeronaves maiores, com total segurança. O terminal de passageiros também foi ampliado, para se adequar ao maior movimento no aeroporto.
Mais recentemente, foi instalado o Serviço de Brigada Anti-Incêndio no aeroporto, e foi reformado o balizamento e a pista de pousos/decolagens do aeroporto, como condições estabelecidas pela ANAC para a continuidade do funcionamento do aeroporto. Além disso, está em processo de construção uma cerca de proteção do sítio do aeroporto para a proteção das operações de pousos e decolagens.
Em Dezembro de 2014, o Vereador Peninha, relatou na câmara Municipal de Itaituba, durante seu uso da tribuna, que o Aeroporto de Itaituba, estava sendo ameaçado de ser fechado, pela falta de infraestrutura,como uma cerca adequada, Caminhão adequado para o combate de incêndios, e muitas outras coisas. A partir da segunda quinzena  de Dezembro, o Aeroporto de Itaituba foi fechado pela ANAC para voos de empresas regionais.

## Curiosidades
- O Aeroporto de Itaituba, em virtude do garimpo na região aurífera do Tapajós (década de 1980), já registrou uma média de 400 pousos e decolagens, representando um movimento anual de 80.000 pousos e decolagens/ano. Nessa época, o mesmo foi considerado o 3º aeródromo mais movimentado do mundo[carece de fontes?].
- Em 24 de janeiro de 2008, devido ao pouco movimento (aproximadamente 7.500 pousos e decolagens/ano), foi desativada a Torre de Controle de Tráfego Aéreo. A partir dessa data, a navegação aérea passa a ser controlada via Serviço de Informação de Voo de Aeródromo.

## Incidentes e acidentes
Década de 1990
- Em 22 de Março de 1994 um Cessna 402 da Táxi Aéreo Kovacs, após ter decolado da pista 05, perdeu o controle, vindo a colidir com a superfície de uma lagoa, distante cerca de uma milha da cabeceira da pista 23. A aeronave sofreu perda total e o co-piloto e dois passageiros faleceram no local, por afogamento, após abandonarem a aeronave.

Década de 1980
- Em 1983, devido ao intenso movimento e a ausência de uma Torre de Controle de Tráfego Aéreo, um Cessna-206 chegou a pousar em cima de um Cessna-210.